# Francofurtanarosor
Francofurtanarosor (Rosa Francofurtana-gruppen) är en grupp av rosor som har sitt ursprung i kyrkogårdsrosen (R. × francofurtana), som i sin tur tros vara en hybrid mellan provinsros (R. gallica) och kanelros (R. majalis).

## Sorter
- 'Agatha'
- 'Empress Josephine'
- 'Frankfurt'